# Дельта-клетка
δ-Кле́тки (или D-кле́тки) — клетки, вырабатывающие гормон соматостатин; они обнаруживаются в желудке, кишечнике, а также в островках Лангерганса поджелудочной железы.
У грызунов дельта-клетки находятся преимущественно по периферии островков, у человека, как правило, — по всех их площади. При электронной микроскопии эти клетки могут быть идентифицированы благодаря наличию средних (325 нм), чуть более плотных, чем в бета-клетках, секреторных гранул.
Кроме D-клеток в островках присутствуют в небольшом количестве D1-клетки, выделяющие вазоактивный интестинальный полипептид; их гранулы имеют малые размеры, обладают значительной плотностью, содержат узкий светлый ободок и проявляют аргирофильные свойства.
Гормонпродуцирующая опухоль из дельта-клеток называется соматостатинома.